# Rușor (okręg Hunedoara)
Rușor – wieś w Rumunii, w okręgu Hunedoara, w gminie Pui. W 2011 roku liczyła 319 mieszkańców.